# Südkoreanischer Fußball-Supercup
Der Koreanische Fußball-Supercup war ein südkoreanischer Fußballwettbewerb, in dem zu Beginn einer Saison der südkoreanische Meister und der südkoreanische Pokalsieger (FA Cup) der abgelaufenen Saison in einem einzigen Spiel aufeinandertreffen. Der Wettbewerb wurde in den Jahren zwischen 1999 und 2006 mit einer Unterbrechungen ausgetragen und fand im Stadion des südkoreanischen Meisters statt. 2003 wurde der Supercup nicht ausgetragen, da der Meister Seongnam Ilhwa Chunma durch die Spiele in der AFC Champions League (erstmalige Austragung in der heutigen Form) keine Zeit am angesetzten Datum hatte und der Pokalsieger Suwon Samsung Bluewings ein Trainingslager im Ausland hatte. 2007 wurde der Supercup eingestellt. Stattdessen spielt der Meister der vergangenen Saison am ersten Spieltag der neuen Saison gegen den Pokalsieger. Rekordsieger waren die Suwon Samsung Bluewings mit drei Siegen.

## Ergebnisse
| Jahr | Spielort                       | Sieger                  |                  | Finalist               | Ergebnis              |
| ---- | ------------------------------ | ----------------------- | ---------------- | ---------------------- | --------------------- |
| 1999 | Suwon-Stadion, Suwon           | Suwon Samsung Bluewings | –                | FC Seoul               | 5:1                   |
| 2000 | Suwon-Stadion, Suwon           | Suwon Samsung Bluewings | –                | Seongnam Ilhwa Chunma  | 0:0 n. V. (5:4 i. E.) |
| 2001 | Anyang-Stadion, Anyang         | FC Seoul                | –                | Jeonbuk Hyundai Motors | 2:1 n. V.             |
| 2002 | Tancheon-Stadion, Seongnam     | Seongnam Ilhwa Chunma   | –                | Daejeon Citizen        | 1:0                   |
| 2003 | keine Austragung               | keine Austragung        | keine Austragung | keine Austragung       | keine Austragung      |
| 2004 | Tancheon-Stadion, Seongnam     | Jeonbuk Hyundai Motors  | –                | Seongnam Ilhwa Chunma  | 2:0                   |
| 2005 | Suwon-World-Cup-Stadion, Suwon | Suwon Samsung Bluewings | –                | Busan IPark            | 1:0                   |
| 2006 | Ulsan-Munsu-Stadion, Ulsan     | Ulsan Hyundai FC        | –                | Jeonbuk Hyundai Motors | 1:0                   |

## Rangliste
| Rang | Verein                  | Sieger | Finalist | Teilnahme 1      |
| ---- | ----------------------- | ------ | -------- | ---------------- |
| 1    | Suwon Samsung Bluewings | 3      | 0        | 1999, 2000, 2005 |
| 2    | Seongnam Ilhwa Chunma   | 1      | 2        | 2000, 2002, 2004 |
| 2    | Jeonbuk Hyundai Motors  | 1      | 2        | 2001, 2004, 2006 |
| 4    | FC Seoul                | 1      | 1        | 1999, 2001       |
| 5    | Ulsan Hyundai FC        | 1      | 0        | 2006             |
| 6    | Daejeon Citizen         | 0      | 1        | 2002             |
| 6    | Busan IPark             | 0      | 1        | 2005             |